# Sumberrejo (Banyuwangi)
Sumberrejo is een bestuurslaag in het regentschap Banyuwangi van de provincie Oost-Java, Indonesië. Sumberrejo telt 4869 inwoners (volkstelling 2010).